# 河南駅 (光州広域市)
河南駅（ハナムえき）は、大韓民国光州広域市光山区にある韓国鉄道公社（KORAIL）の駅である。2017年現在、当駅に停車する旅客列車は存在しない。

## 経由している路線
- 韓国鉄道公社
  - 湖南線

## 歴史
- 1966年8月1日：臨時乗降場として開業[1]。
- 1967年6月4日：廃止[2]。
- 1967年6月5日：無配置簡易駅として再開業[3]。
- 1975年4月14日：旧駅舎着工。
- 1976年2月24日：旧駅舎竣工。
- 1976年3月15日：普通駅に昇格[4]。
- 1988年7月31日：新駅舎竣工、移設。
- 2004年4月1日：高速鉄道の運行と同時に電子連動装置とCTCへの切り替え。
- 2004年7月16日：旅客取扱停止[5]。
- 2013年11月18日：光州河南駅鉄道コンテナ取扱所完成。

## 隣の駅
韓国鉄道公社
湖南線
長城駅 - (林谷駅) - 河南駅 - (北松汀信号所) - 光州松汀駅